# Guglielmo I di Ponthieu
Guglielmo I di Ponthieu, detto Talvas; in francese: Guillaume Ier de Ponthieu (1093 circa – 29 giugno 1171), fu conte di Ponthieu dal 1110 al 1126, e signore d'Alençon e di Sées (col nome di Guglielmo III) dal 1119 al 1171.

## Origine
Guglielmo era il figlio primogenito del conte di Shrewsbury, signore di Montgommery e visconte di Hiesmois, Signore di Bellême e signore d'Alençon e conte di Ponthieu, Roberto II di Bellême, e della moglie, Agnese di Ponthieu, figlia del conte di Ponthieu Guido I e della sua seconda moglie Ada.

## Biografia
Il soprannome "Talvas" era piuttosto comune in famiglia: infatti era già appartenuto anche al suo bisavolo (nonno materno di suo padre, Roberto) paterno Guglielmo, conte di Bellême e d'Alençon.
Il padre era un nobile anglo-normanno il quale, benché fedele a Guglielmo il Conquistatore, alla morte di quest'ultimo cercò di rendersi indipendente, e si ribellò frequentemente ai di lui figli, che gli erano succeduti sul trono d'Inghilterra, Guglielmo II il Rosso ed Enrico I Beauclerc, schierandosi invece sempre a favore del loro fratello maggiore, il duca di Normandia Roberto il Corto. Enrico I d'Inghilterra finì per confiscargli i possedimenti inglesi nel 1102, e lo fece imprigionare nel 1113.
Roberto di Bellême si comportò crudelmente con la moglie, al punto che questa fuggì cercando rifugio alla corte di Blois, per poi insediarsi nel Ponthieu; vi morì attorno al 1110, allora Guglielmo Talvas ne ereditò il titolo e divenne conte di Ponthieu.
Nel 1120, conclusa la pace tra Francia e Inghilterra, Enrico I rese a Guglielmo la gran parte, a eccezione di qualche fortezza, dei domini normanni confiscati al padre. Furono escluse anche le contee di Perche e di Bellême, in quanto entrate nel patrimonio della Corona di Francia e donate al genero del re Luigi il Grosso, Eustachio IV di Boulogne
Per dedicarsi ai suoi interessi in Normandia, Guglielmo affidò la contea del Ponthieu a suo figlio Guido nel 1126..
Guglielmo fu tra gli accoliti di Ugo III di Campdavaine, nella lotta che questi condusse contro la famiglia Collet, e che portò nel 1131 alla distruzione del borgo e dell'abbazia di Saint-Riquier.
Nel conflitto che, verso il 1133, oppose Enrico d'Inghilterra al proprio genero, Goffredo Plantageneto, conte d'Angiò e del Maine, parteggiò per quest'ultimo, ed Enrico per questo gli sottrasse i castelli di Alençon e di Argentan. Approfittò della morte del sovrano inglese, nel 1135, per riprendersi Alençon.
La morte del re fu anche l'inizio di una guerra di successione tra Matilde e Stefano di Blois, nipote del sovrano defunto, che, impossessatosi del tesoro reale, a Winchester, il 26 dicembre 1135, si era fatto incoronare re a Westminster.
Mentre la maggioranza dei signori suoi vicini si alleò a Stefano, Guglielmo rimase fedele a Goffredo e Matilde, e dovette difendersi contro Rotrou III di Perche e Richard de l'Aigle.
Nel 1147 Guglielmo, con il figlio Guido, seguì re Luigi VII alla seconda crociata..

### Un oppositore dei Plantageneti
Nel 1166 una disputa lo oppose al nuovo re d'Inghilterra conte d'Angiò e duca di Normandia, Enrico II, e quest'ultimo gli riprese Alençon. Per vendicarsi, Guglielmo devastò il territorio tra la Perche e la Normandia.
Guglielmo fondò numerose istituzioni religiose, tra cui l'Abbazia di Perseigne, dove fu inumato dopo la morte, sopraggiunta il 29 giugno 1171.
Alla sua morte, nella signoria di Alençon, gli succedette il figlio Giovanni, come Giovanni I d'Alençon, mentre la contea di Ponthieu era già stata ereditata dal nipote Giovanni I di Ponthieu.

## Matrimonio e discendenza
Aveva sposato verso il 1115 Elena di Borgogna, figlia di Oddone I, duca di Borgogna, e di Matilde di Borgogna, e vedova di Bertrando II di Tolosa.:
- Guido II († 1147), conte di Ponthieu
- Guglielmo († dopo il 1166), associato al padre come conte di Alençon, citato in un documento del 1127
- Roberto († dopo il 1171), monaco, citato in un documento del 1127
- Enguerrand († dopo il 1127), citato in un documento del 1127
- Mabille († dopo il 1127), citata in un documento del 1127
- Giovanni I († 1191), conte d'Alençon
- Clémence († prima del 1189), sposata a Juhel, signore di Mayenne
- Ela (o Adélaïde, Hélène) di Ponthieu (1119 circa - 14 ottobre 1174), sposata a Guglielmo di Warenne, III conte del Surrey, poi a Patrick di Salisbury, (Patrick FitzWalter), figlio di Gautier (Walter FitzEdward) di Salisbury.